# 那須高資
那須 高資（なす たかすけ）は、下野国の戦国大名。那須氏19代当主。

## 生涯
那須氏18代当主・那須政資の嫡男として誕生した。3代古河公方・足利高基より偏諱を受けて高資と名乗る。
永正6年（1509年）からの古河公方家の内紛・永正の乱の影響は下野の諸氏にも及び、那須氏においても高資を擁立する大関宗増らが当主・政資と敵対、宇都宮尚綱や常陸国の佐竹義篤・小田政治と結んだ父に対抗するため、母の実家である陸奥国南部の岩城氏や結城晴綱、下総国の結城政勝・下野小山高朝兄弟と手を結んだ。
天文8年（1539年）9月21日、烏山城をめぐり宇都宮尚綱や佐竹義篤、小田政治の援軍を受けた父・政資の攻撃を受けた。天文11年（1542年）には大関宗増が大田原資清の攻撃を受けている。天文13年（1544年頃）には父より正式に家督を譲られたと見られ、独立心の強い那須家中の統制の強化を図るも失敗に終わっている。
後に足利高基の子で4代古河公方・足利晴氏の命により侵攻してきた下野宇都宮氏と抗争し、天文18年（1549年）の喜連川五月女坂の戦いで小勢でありながら伊王野資宗らの奮戦により、大軍を率いて侵攻した宇都宮尚綱を討ち取るという大勝を収め、当主を失った宇都宮氏の混乱に乗じ版図を塩谷郡の一部まで拡張することに成功した。
天文20年（1551年）、宇都宮氏に復讐の的とされた高資は宇都宮氏の家臣・芳賀高定の謀略にかかり、最終的には家臣の千本資俊に誘殺された（『関東古戦録』といった軍記物では、鴆毒を盛られたとする）。
なお、これ以前より高資と重臣・大田原資清の娘を母とする異母弟・資胤とは家中で対立しており、高資は資胤を圧迫して追放する一方で佐竹義昭の子との養子縁組を進めていた。高資の死後家督を継いだ資胤は下手人である千本資俊を却って側近として重用するなど、高資の横死は資胤を支持する大田原資清を筆頭とする上那須衆（大関氏・千本氏）らの意向にも沿うものであった。

## 人物
武勇に優れ、好戦的かつ野心家で激しい気性の人物だったといわれている。